# Kościół św. Sebastiana w Orłowcu
Kościół św. Sebastiana w Orłowcu – zabytkowy kościół wybudowany w miejscowości Orłowiec.

## Historia
Barokowy kościół prze/z/budowany w 1591, potem w XVIII w., kryty dachem dwuspadowym z wieżą zwieńczoną hełmem. Kościół filialny parafii w Radochowie.